# Ocílka

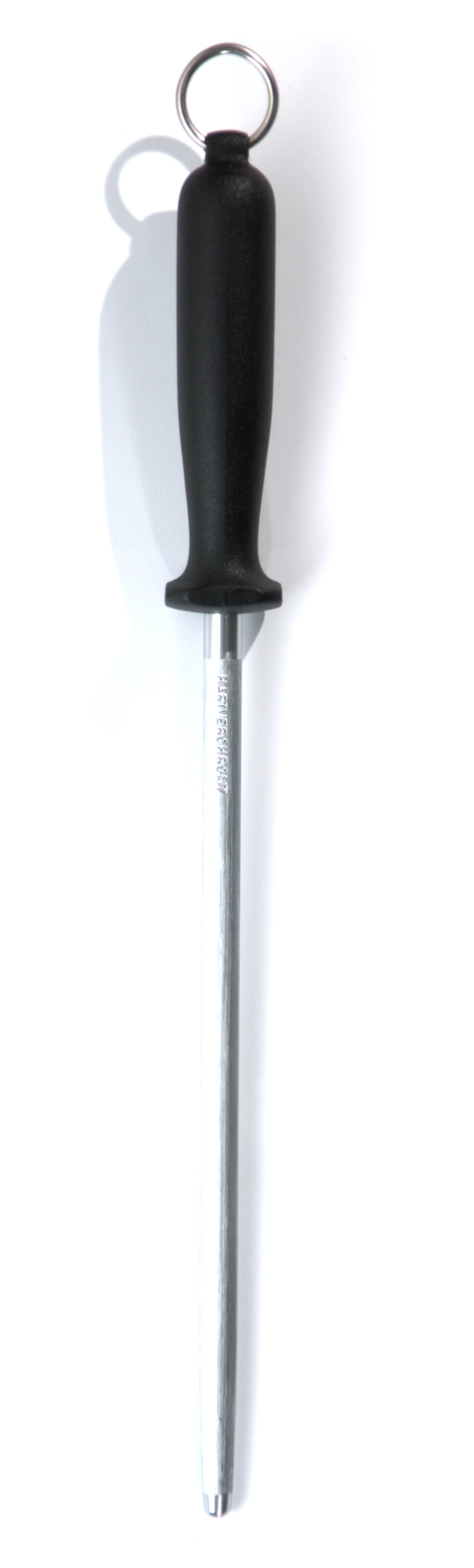
Ocílka na broušení nožů používaná v domácnostech.

Ocílka je tyčka s hladkým nebo drsným povrchem vyrobená ze zakalené oceli, keramiky nebo s povrchem obohaceným o diamantový nebo safírový prášek. Ocílka slouží k tzv. obtažení nože, díky němuž se na ostří srovnají mikroskopické nerovnosti a řez je pak snazší a čistší. Tedy k průběžné údržbě ostří nebo k finálnímu broušení ostří řeznických či kuchyňských nožů po použití brousku či brusky. Má délku asi 20 až 30 cm a podobu dlouhé tyčky s rukojetí a často též se záštitou, která chrání ruce před pořezáním. Povrch ocílky má různou tvrdost a pro úspěšné broušení nože musí být z tvrdšího materiálu než je nůž. Tradiční průřez je kulatý, ale nově jsou oblíbené i oválné, u kterých je kontakt s ostřím intenzivnější a ostření je tak rychlejší.

## Použití
Při broušení ostří je pravákům doporučeno držet ocílku v levé ruce a nůž v pravé. Poté přiložit ostří nože co nejblíže u rukojeti směrem od sebe (kvůli ochraně před zraněním) na konec ocílky a plynulým tahem vést s mírným tlakem nůž k rukojeti ocílky tak, abyste skončili u špičky nože. Totéž proveďte pro druhou stranu ostří a opakujte 10 až 20×.